# 宇宙ショーへようこそ
『宇宙ショーへようこそ』（うちゅうショーへようこそ、英題：Welcome to THE SPACE SHOW）は、2010年公開の日本のアニメ映画。

## 概要
舛成孝二にとって初の劇場版監督作品。製作に際して脚本に倉田英之、キャラクターデザインに石浜真史、音楽に池頼広ら気鋭のスタッフを集結。製作は、A-1 Picturesが行う。キャッチコピーは「修学旅行は宇宙でした。」。
来場者特典として『宇宙ショー メモリアルフィルム』をプレゼント。立命館大学では学生による学生応援ブログを開設。日本宇宙少年団（YAC）とのコラボレーションとしてYAC公式サイトにポチ・リックマンが出張出演している。田丸屋とのコラボレーションでは限定パッケージのわさびふりかけが発売、劇中でも使用している。また公式サイトでは「スタッフコメント100」や「応援メッセージモザイクアート」などの企画も行われた。
全国21館でロードショー。小規模公開ながら子供から大人も含め幅広い支持を得ており、ぴあ初日満足度ランキングでは『アルゼンチンタンゴ 伝説のマエストロたち』と同点の第2位となった。

## ストーリー
村川村は、都会から遠く離れた自然に囲まれた土地。夏休みの子供だけの合宿のために小学校に集まった夏紀達5人は、行方不明となったウサギを探すために裏山に足を踏み入れるのだが、そこでミステリーサークルと、犬の姿をした宇宙人のポチを発見する。大学教授でもあるポチは、50億年前に絶滅したと思われていた植物「ズガーン」に似た植物を地球で発見し、現地で研究を続けていたが、先日の違法採集者との戦闘で怪我を負っていたのだった。
ポチは介抱してくれたお礼として、数々の宇宙人が集う月面都市へと招待する。5人が見たこともないお菓子や乗り物、今宇宙で最も注目されている番組「宇宙ショー」を楽しんでいる間、ポチは研究レポートの提出と警備強化を申請するが、その結果、月からの地球便がすべて通行禁止になり、帰れなくなってしまう。

## 登場人物

### 地球人
小山夏紀（こやま なつき）
声 - 黒沢ともよ
町から最近引っ越してきた小学五年の女の子。元気いっぱいで、ヒーローに憧れる。8月21日生まれ、獅子座、O型。ハマっている漫画はおすすめのブランドは「Maison de FLEUR」。
鈴木周（すずき あまね）
声 - 生月歩花
5人の中では最年少の女の子。夏紀の従妹。小学二年ながらしっかり者で世話好き。まっすぐで心優しい性格。11月2日生まれ、蠍座、O型。おすすめブランドは「IENA」。
佐藤清（さとう きよし）
声 - 鵜澤正太郎
5人の中では最年長の小六で、年下を見守る優しいお兄ちゃん的な立場。責任感が強く真面目で信頼も厚い。5月26日生まれ、双子座、A型。おすすめブランドは「INGNI」。
西村倫子（にしむら のりこ）
声 - 松元環季
小四。実は小心者だが、普段はすました態度を取るアイドル志望の女の子。4月2日生まれ、牡羊座、AB型。おすすめブランドは「kate spade NEW YORK」。
原田康二（はらだ こうじ）
声 - 吉永拓斗
小三。メガネをかけており、好奇心旺盛な読書家。宇宙人やUFOなどのオカルト的なものが好き。5月2日生まれ、牡牛座、B型。おすすめブランドは「Samantha Thavasa」。
鈴木丈夫
声 - 宮本充
周の父。夏紀の母の兄。
鈴木恵
声 - 平田宏美
周の母。
鈴木藤四郎
声 - 納谷六朗
夏紀と周の祖父。
原田一
声 - 滝知史
康二の父。
原田京子
声 - 恒松あゆみ
康二の母。
西村真彦
声 - 塾一久
倫子の祖父。
西村寛人
声 - 林遼威
倫子の弟。
小山健一
声 - 小田敏充
夏紀の父。
小山清水
声 - 雪野五月
夏紀の母。周の父の妹。
佐藤ミツル
声 - 伊藤美紀
清の母。看護師をしている。

### 宇宙人
ポチ・リックマン
声 - 藤原啓治
一見ただの犬だが、惑星プラネット・ワンから来た宇宙人。怪我で倒れていたところを5人に助けられ、礼として5人を月に招待する。
ネッポ
声 - 中尾隆聖
大人気TV番組「宇宙ショー」の最高責任者である宇宙人。同番組の司会や総合演出を務める。
マリー
声 - 五十嵐麗
ポチと同郷の女性宇宙人。大人気TV番組「宇宙ショー」のヒロイン。
ボグナー
声 - 小野坂昌也
密猟団の一人。イノシシのような風貌。
ヘストン
声 - 竹田雅則
密猟団の一人。大柄で単眼。涙もろく、よく泣いている。
ロビー
声 - 宮本充
密猟団の一人。ロボットのような風貌。
インク
声 - 飯野茉優
宇宙の何でも屋「インクショップ」の看板娘。父と共に新型エンジンを積んだロケットを開発中。
ルビーン
声 - 江川央生
インクの父親で、「インクショップ」の店長。
タロー
声 - 伊藤和晃
ポチの父親。
ハナコ
声 - 日髙のり子
ポチの母親。
ゴーバ
声 - 銀河万丈
「宇宙ショー」のマニアの宇宙人。
トニー
声 - 飛田展男
宇宙管理センターに勤務する職員。ポチとは腐れ縁。
ヤブー
声 - 斎藤千和
入国管理官
声 - MAKO
ヤブーパパ
声 - 櫛田泰道
ベビーシッター
声 - 菊地祥子
青年団員
声 - 菊本平
闇商人
声 - 勝沼紀義
管制官
声 - 遠藤大智
合成機
声 - 拓磨
ペット大王
声 - 三木眞一郎
なぜかおネエ言葉を使う。
吉開清人、大原崇、岡林史泰、荻野晴朗、河田吉正、須嵜成幸、高中宏之、高橋研二、田久保修平、樋口智透、足立友、尾崎麗奈、杉浦奈保子、中島アキ、永田依子、広瀬有香、山口享佑子、相澤瑠星、木村真那月、田中愛生、松浦愛弓、渡辺哲史

## スタッフ
- 原作 - ベサメムーチョ（舛成孝二、倉田英之、落越友則）[5]
- 監督 - 舛成孝二[5]
- 脚本 - 倉田英之[5]
- キャラクターデザイン・作画監督 - 石浜真史[5]
- 場面設計 - 竹内志保[5]
- メカニック作画監督 - 渡辺浩二[5]
- プロダクションデザイン - okama[5]、神宮司訓之[5]、竹内志保[5]、渡辺浩二[5]
- サブキャラクターデザイン - 藪野浩二[5]、森崎貞[5]
- 演出 - 畑博之[5]
- 色彩設計 - 歌川律子[5]
- 美術監督 - 小倉一男[5]
- CG監督 - 那須信司[5]
- 撮影監督 - 尾崎隆晴[5]
- 編集 - 後藤正浩[5]
- 音楽 - 池頼広[5]
- 主題歌 - 『Who I Was Born To Be』スーザン・ボイル
- 音響監督 - 菊田浩巳[5]
- 録音調整 - 名倉靖[5]
- 音響効果 - 倉橋裕宗[5]
- プロデューサー - 落越友則
- 制作 - A-1 Pictures[5]
- 製作 - 「宇宙ショーへようこそ」製作委員会[5]（アニプレックス、電通、A-1 Pictures）
- 配給 - アニプレックス[5]

## 特別番組
『宇宙ショーへようこそ』公開直前! 冒頭ノーカット放映SP!
TOKYO MXより2010年6月13日に劇場公開前に本編導入部分となる22分が放送。これまでも冒頭部分が公開前に放送されることはあったが、地上波での放送時間としては史上最長となる。また、2010年6月26日にCS放送アニマックスで放送の『創ったヒト』内でも本編冒頭22分を放送。また6月21日と22日にはGYAO!やYouTubeAniplex of America公式チャンネルで期間限定無料配信も行われた。
祝公開! メイキング・オブ『宇宙ショーへようこそ!』
2010年6月20日放送の公開記念特別番組。
超!A&G+スペシャル「宇宙ショーへようこそ 公開直前スペシャル」
超!A&G+で2010年6月18日より放送。
『宇宙ショーへようこそ』ならぬ『地球ショーへようこそ』
TOKYO MXより2010年6月18日に放送されたバラエティ番組。吉本興業の全面協力で、地球人（8人）のお笑い芸人が出演。

### 地球人
ゴトウ
演 - 後藤淳平（ジャルジャル）
アヅサ
演 - 馬場園梓（アジアン）
マキ姉さん
演 - 宇都宮まき
デンちゃん
演 - 伝ペー（サカイスト）
ナオミ
演 - 渡辺直美
マタヨシ
演 - 又吉直樹（ピース）
タカシー
演 - 井本貴史（ライセンス）
クニジ
演 - 川島邦裕（野生爆弾）

## 漫画版
作画は小野敏洋。月刊コミック電撃大王（アスキーメディアワークス）2010年8月号から2011年4月号まで連載。単行本全1巻。ISBN 978-4-04-870403-8

## 受賞・入選等
- ベルリン国際映画祭、ジェネレーション部門ノミネート作品
- シドニー映画祭オフィシャル・セレクション
- 第14回文化庁メディア芸術祭アニメーション部門審査員推薦作品